# Tribiano
Tribiano là một đô thị ở tỉnh Milano, vùng Lombardia của Italia, khoảng 20 km về phía đông nam củaMilano. Tại thời điểm ngày 31 tháng 12 năm 2004, đô thị này có dân số 2.512 người và diện tích là 7 km².
Tribiano giáp các đô thị: Paullo, Mediglia, Mulazzano, Colturano, Dresano.